# Чунокс

Чунокс (англ. Chunox) — поселення на півночі Белізу, в однойменному окрузі Коросаль, південніше адміністративного центру краю.

## Розташування
Чунокс знаходиться неподалік узбережжя Карибського моря і його затоки-бухти Четумаль. Поруч поселення знаходяться великі прісноводні озера Лагуна Сека (Laguna Seca) та Куджой Лагуна (Cudjoe Lagoon). Місцевість навколо Чунокса рівнинна, помережена невеличкими річками та болотяними озерцями, найбільша водна артерія протікає в кількох кілометрах східніше — Ріо-Нуево (Rio Nuevo), а також Джон Пайлес Крік (John Piles Creek), який поєднює каскад озер зі сходу села.

## Населення
Населення за даними на 2010 рік становить 1375 осіб. З етнічної точки зору, населення — це суміш, метиси, креоли та майя.
| Рік       | 2000 | 2010 |
| --------- | ---- | ---- |
| Населення | 1058 | 1375 |

## Клімат
Чунокс знаходиться у зоні тропічного мусонного клімату. Середньорічна температура становить +24 °C. Найспекотніший місяць квітень, коли середня температура становить +26 °C. Найхолодніший місяць січень, з середньою температурою +21 °С. Середньорічна кількість опадів становить 3261 міліметрів. Найбільше опадів випадає у жовтні, в середньому 404 мм опадів, самий сухий квітень, з 46 мм опадів.